# Itea japonica
Itea japonica är en tvåhjärtbladig växtart som beskrevs av Oliver. Itea japonica ingår i släktet Itea och familjen Iteaceae. Inga underarter finns listade i Catalogue of Life.